# 纹穗鹛
纹穗鹛（学名：Stachyris striata），是画眉科穗鹛属的一种，为菲律宾的特有种。该物种的保护状况被评为近危。
其种加词“striata”意为“有条纹的”。
纹穗鹛的平均体重约为13.9克。栖息地为亚热带或热带的湿润低地林。